# 통선산

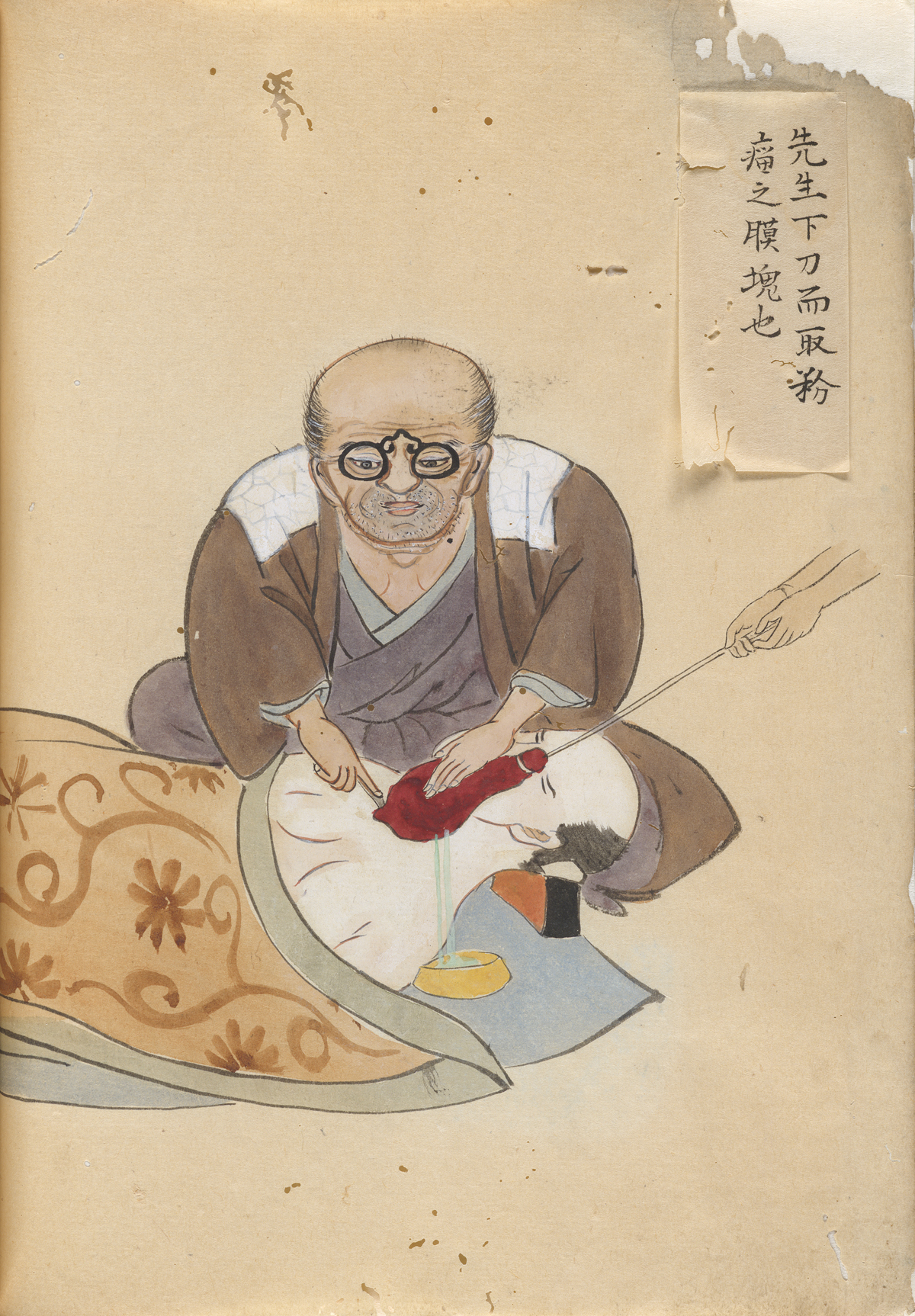
하나오카 세이슈의 『기질외료도권　완』의 삽화. 통선산으로 마취시킨 환자에게서 유방암 종양을 척출하는 장면이다.

통선산(일본어: 通仙散 츠우센산[*])은 에도 시대의 의사 하나오카 세이슈가 개발한 세계 최초의 전신마취 약물이다. 윌리엄 T. G. 모턴이 디에틸에테르를 사용한 것보다 42년 앞선다.
하나오카의 제자 혼마 소우켄의 기록에 따르면 통선산의 배합은 흰독말풀 8분, 투구꽃 2분, 백지 2분, 당귀 2분, 천궁 2분으로, 이것들을 섞어서 잘게 부수고 달여서 찌꺼기를 걸러낸 것을 따뜻할 때 마시면 2-4시간 내에 효과가 나타났다고 한다. 하지만 독초를 섞어서 만든 것에서 보다시피 독성이 높았던 것 같고, 그래서 취급이 어려웠던 것 같다. 또한 흰독말풀의 어느 부분을 어떻게 사용했는지, 각각의 정확한 조합 분량은 어떻게 되는지는 기록되어 있지 않다. 통선산의 현물도 남아있는 것이 없다.
약리학적으로 따져보면 흰독말풀에 함유된 아트로핀은 아세틸콜린 수용체를 저해하고, 투구꽃에 포함된 아코니친은 아세틸콜린을 유리하는 작용이 있다. 이 길항작용으로 약효를 제어한 것으로 생각된다. 그러나 아트로핀은 치사량 100 밀리그램, 아코니친은 치사량 18 밀리그램으로 둘 다 극약에 속해서 취급이 매우 위험하다. 통선산이 비전으로만 전해진 끝에 유실된 것도 그 위험성 때문일 것이라 생각된다.

## 참고 자료
- 『毒草大百科』データーハウス発行、奥井真司）